# Wikipédia en frison oriental
Wikipédia en frison oriental (en frison oriental : Seelterfräiske Wikipedia) est l’édition de Wikipédia en frison oriental, langue frisonne parlée aujourd'hui uniquement à Saterland dans le Nord-Ouest de la Basse-Saxe en Allemagne (dans l'ancienne région de Frise orientale). L'édition est lancée le 12 janvier 2008,,,,. Son code est : stq.
Au 20 mars 2025, l'édition en frison oriental contient 4 128 articles et compte 14 270 contributeurs, dont 14 contributeurs actifs et 4 administrateurs.

## Présentation
Les langues frisonnes sont les suivantes :
- Le frison occidental (frysk), parlée en Frise aux Pays-Bas. L'édition de Wikipédia en frison occidental est lancée en 2002 et compte 56 361 articles ;
- Le frison oriental (seeltersk), en Saterland en Basse-Saxe en Allemagne. Ses locuteurs le nomment simplement saterlandais ;
- Le frison septentrional (frasch, freesk, friisk), en Schleswig-Holstein en Allemagne. Il est divisé en dix dialectes dont l'intercompréhension est difficile. L'édition de Wikipédia en frison septentrional est lancée en 2010 et compte 20 220 articles.

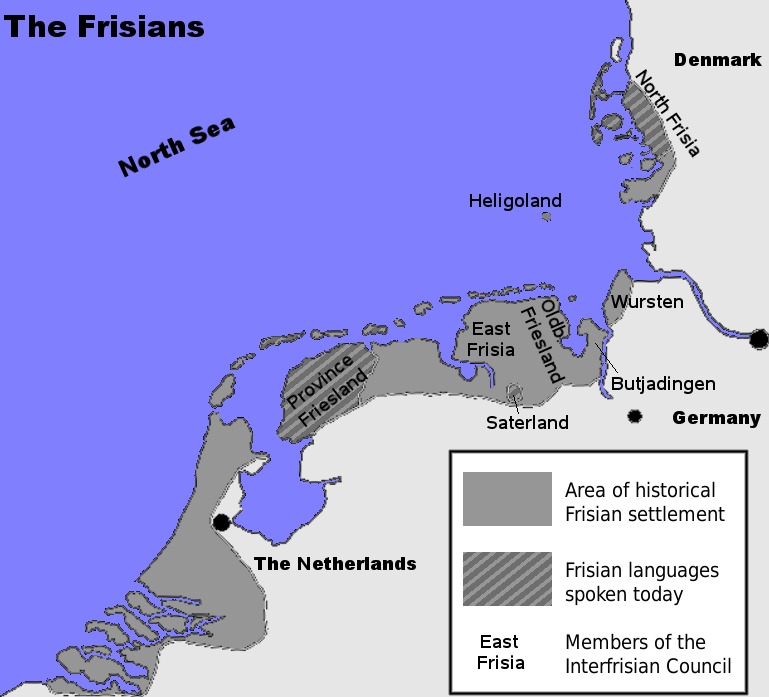
Aire de diffusion historique des langues frisonnes.
Aire de diffusion actuelle des langues frisonnes.
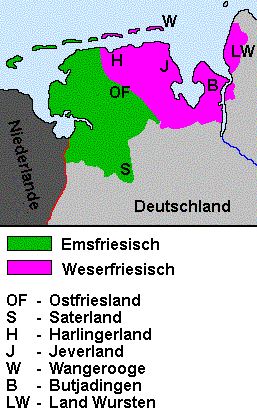
Le frison oriental n'est plus parlé aujourd'hui que dans la commune de Saterland.

## Statistiques
- En août 2015, l'édition en frison oriental compte quelque 3 600 articles et 6 800 utilisateurs enregistrés.
- Le 30 septembre 2022, elle contient 4 066 articles et compte 12 612 contributeurs, dont 15 contributeurs actifs et 5 administrateurs.
- Le 28 août 2024, elle contient 4 119 articles et compte 13 883 contributeurs, dont 15 contributeurs actifs et 4 administrateurs.